# لیزتون (ایندیانا)
لیزتون (به انگلیسی: Lizton) یک منطقهٔ مسکونی در ایالات متحده آمریکا است که در شهرستان هندریکس، ایندیانا واقع شده‌است. لیزتون ۱٫۷۲ کیلومتر مربع مساحت و ۵۱۱ نفر جمعیت دارد و ۲۹۱ متر بالاتر از سطح دریا واقع شده‌است.